# 劉向

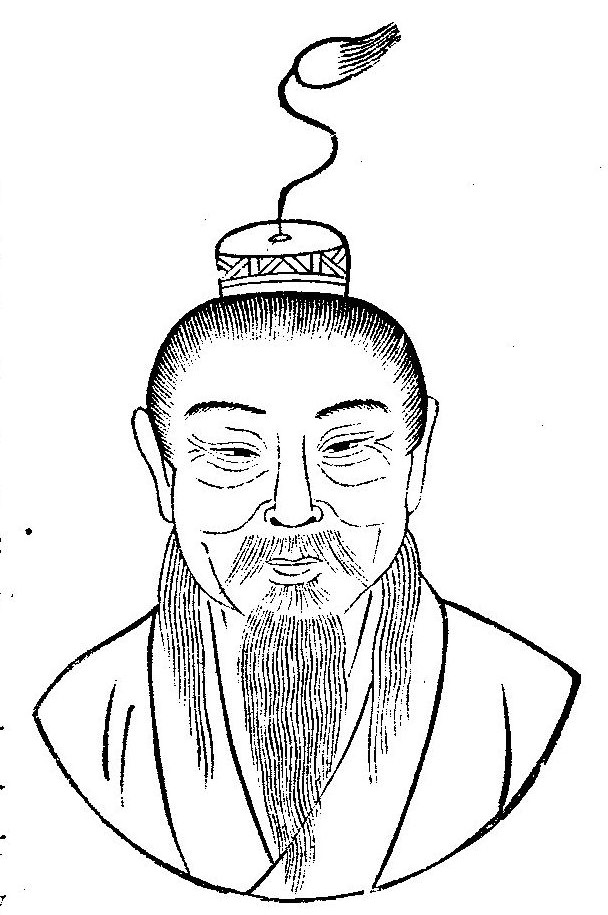
劉向

劉 向（りゅう きょう、拼音：Liú Xiàng、紀元前79年（元鳳2年） - 紀元前8年（綏和元年））は、前漢の学者・政治家。もとの名は更生、字は子政。多数の著作者で知られる。劉邦の末弟である楚元王劉交の玄孫。陽城侯劉徳の次男で、兄に劉安民が、弟（名は不詳）の子に劉慶忌がいる。劉伋・劉賜・劉歆の父。前漢の宗室の身分である。

## 生涯
元服すると、宣帝に仕え、文章の才を見込まれて抜擢された。父の劉徳が淮南で手に入れた書物によって自身が錬丹術に挑戦したが失敗、弾劾されて投獄されたが兄の陽城侯劉安民の取りなしやその才能を惜しまれたこともあって再び出仕した。その後、蕭望之・周堪らと力を合わせて職務に励み、外戚の許氏や宦官の弘恭らの弊害を説く上書をしたところ、誣告とされて蕭望之は自殺、周堪らは左遷、劉向は投獄の後に免職となった。やがて、長兄の劉安民が嗣子なくして没したために、陽城侯を継いだという。
10数年後、成帝の世になると弘恭らは失脚、そこでまた任用された。この時に、名を向に改めた。それから宮中蔵書の校勘を担当することになった。この頃、外戚の王氏が権力を握っていたので『列女伝』など著作をはじめとして、文章を奏上することによって何度も主上を諫めた。主上も諫言をもっともだと思っていたが、周囲の圧力のためにそれらを活かすことができず、劉向は30年あまりも重用されることなく72歳でこの世を去った。紅侯劉歆は三男である。なお、春秋戦国時代は、孔子の『春秋』と劉向の『戦国策』にちなむ。

## 著作
- 『新序』
- 『説苑』
- 『列女伝』
- 『列仙伝』
- 『戦国策』
- 楚辞「九歎」
- 『別録』- 宮中図書の解題。劉歆はこれにもとづいて『七略』という図書目録を作った。
- 『洪範五行伝論』 - 歴代の符瑞・災異を説明した書。現存しないが、『漢書』五行志がこの書を元にしている。

## 宗室

### 子
- 世子 劉伋
- 劉賜
- 紅休侯 劉歆